# Joseph Rakotoarimanana
Pour les articles homonymes, voir Rakotoarimanana.
Joseph Rakotoarimanana, né 6 octobre 1972 et mort le 15 septembre 2022, est un athlète malgache. Durant sa carrière il participe aux Jeux Olympiques, aux Championnats du monde d'athlétisme et aux Championnats du monde d'athlétisme en salle,.
Il est médaillé d'argent du 800 mètres et du 1 500 mètres aux Jeux des îles de l'océan Indien 1990 à Madagascar, médaillé d'or du 800 mètres et du 1 500 mètres aux Jeux des îles de l'océan Indien 1993 aux Seychelles et médaillé d'or du 800 mètres aux Jeux des îles de l'océan Indien 1998 à La Réunion.

## Jeux olympiques
- Jeux olympiques d'hiver de 1998 à Nagano  Japon
  - 27e position au 800 mètres.

## Championnats du monde d'athlétisme en salle
- Participation aux Championnats du monde d'athlétisme en salle 1997 à Paris  France

## Championnats du monde d'athlétisme
- Participation aux Championnats du monde d'athlétisme 1997 à Athènes  Grèce